# إسرائيل والفصل العنصري

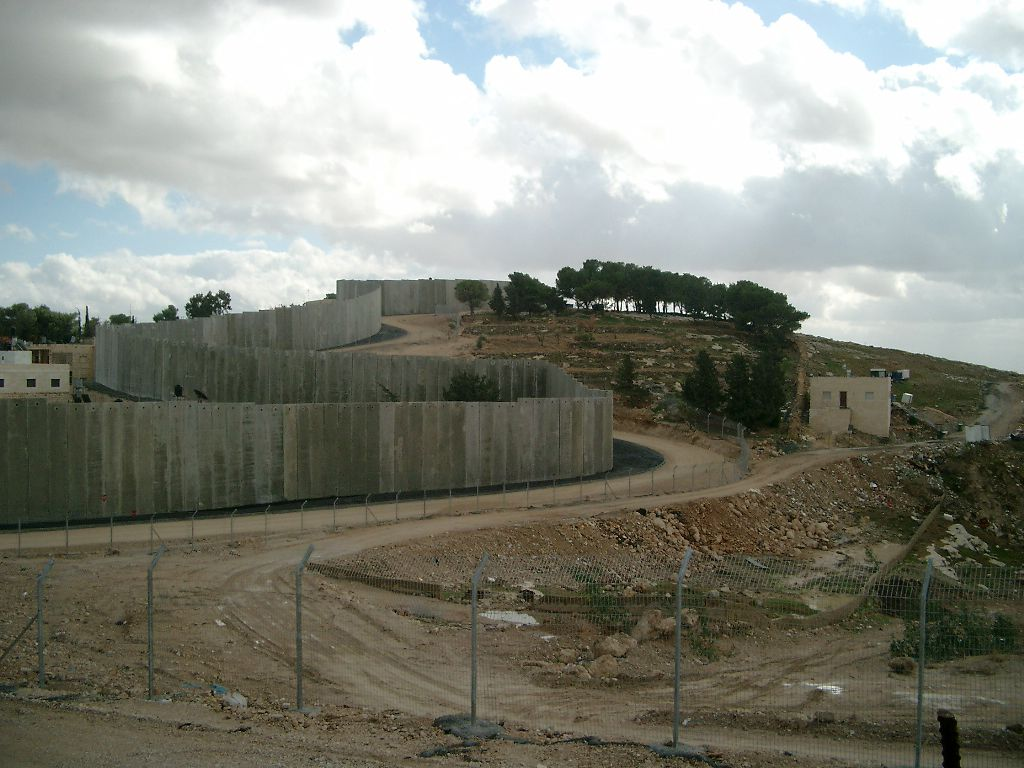

الفصل العنصري في إسرائيل أو عنصرية إسرائيل عبارة عن حقيقة مؤكدة في السياسة الإسرائيلية، حيث هي سياسة فصل عنصري تقوم بها الحكومة ضد السكان العرب الأصليين للمنطقة. أن سياسات فصل الطرق، والبني التحتية، والدخول إلى الأراضي الملوكة للعرب الفلسطينيين، ومن ثم مصادرتها، وما يمنح فعلا من حقوق قانونية للفلسطينيين مقارنة مع المستوطنين اليهود في داخل الأراضي الفلسطينية المحتلة يمثل نظاماً عنصرياً. ويجدون أوجه تشابه ما بين معاملة غير البيض في جنوب أفريقيا خلال حقبة الفصل العنصري ومعاملة إسرائيل للفلسطينيين الذين يعيشون في الضفة الغربية وقطاع غزة. داعموا هذا الاتهام يستعملون مصطلح مواطنون من الدرجة الثانية عند الحديث عن فلسطينيي الداخل.
الذين يرفضون هذا الإتهام، يرونه مجرد مزاعم تقصد التشهير السياسي بإسرائيل. ويدللون على ذلك بأن العرب داخل إسرائيل يتمتعون من ناحية قانونية ببعض المزايا التي يتمتع بها الإسرائيليون، مثل حق التصويت، والقدرة على شغل بعض المناصب العامة، وحرية التعبير التي لم تكن متاحة للسود في جنوب أفريقيا.
في 9 سبتمبر 2022، احتج المئات من العاملين في شركتي جوجل وأمازون على صفقة مشروع نيمبوس المبرمة مع دولة الإحتلال الإسرائيلي حيث رفع بعض المتظاهرين في سان فرانسيسكو لافتات كتب عليها "عامل آخر في غوغل ضد الفصل العنصري" و"لا تكنولوجيا للفصل العنصري". يرى الموظفون الفلسطينيون "التحيز المؤسسي" داخل جوجل، حيث صرح أحدهم أنه أصبح من المستحيل التعبير عن معارضة معاملة إسرائيل للفلسطينيين دون "استدعائهم إلى اجتماع الموارد البشرية مع التهديد بالانتقام".

## نظرة عامة
قامت مجموعات عدة وأفراد بإجراء مقارنات ما بين السياسات الإسرائيلية والنظام العنصري في جنوب أفريقيا مثل: الأسقف دسموند توتو، وغيره من الزعماء الجنوب أفريقيين المعداين للعنصرية، وجيمي كارتر الرئيس السابق للولايات المتحدة الأمريكية ، ومستشار الأمن القومي الأمريكي زبكنو برزيزينسكي، وعدد من الصحفيين الإسرائيليين اليساريين، ، والحكومة السورية ، والمجموعات الطلابية المساندة للفلسطينيين والمتواجدة في المملكة المتحدة والولايات المتحدة الأمريكية وكندا. بالإضافة إلى مؤتمو اتحاد التجاري لشمال أفريقيا واتحاد العمال الكندي، ومنظمة حقوق الإنسان الإسرائيلية بتسليم.
قال هندريك فيرورد في سنة 1961 وهو رئيس وزراء جنوب أفريقيا ويعتبر مصمم السياسات العنصرية فيها: «أخذ اليهود إسرائيل من العرب بعد أن عاش العرب هناك لألف سنة. إسرائيل، مثل جنوب أفريقيا، هي دولة عنصرية.» 

## مقارنات تاريخية
في عام 1961، رفض رئيس وزراء جنوب أفريقيا ومهندس سياسات الفصل العنصري في جنوب أفريقيا، هندريك فيروورد، التصويت الإسرائيلي ضد نظام الفصل العنصري في جنوب أفريقيا في الأمم المتحدة، قائلاً: "إسرائيل ليست متسقة في موقفها الجديد المناهض للفصل العنصري... لقد انتزعوا إسرائيل من العرب بعد أن عاش العرب هناك لمدة ألف عام. وأنا أتفق معهم في هذا. إسرائيل، مثل جنوب أفريقيا، دولة فصل عنصري". وكان خليفته جون فورستر يحمل نفس الرأي. ومنذ ذلك الحين، استخدمت عدد من المصادر تشبيه الفصل العنصري. في أوائل السبعينيات، قارنت المجلات الصادرة باللغة العربية لمنظمة التحرير الفلسطينية والجبهة الشعبية لتحرير فلسطين بين المقترحات الإسرائيلية للحكم الذاتي الفلسطيني واستراتيجية البانتوستان في جنوب أفريقيا. في عام 1970، وصف لويس إيكس، وهو ناشط مناهض للفصل العنصري في الحزب الليبرالي في المملكة المتحدة، الوضع في إسرائيل بأنه "فصل عنصري"، ونتيجة لذلك تم تهديده بالطرد.

## اتهامات صوتية تمت في مؤتمرات تمت تحت رعاية الأمم المتحدة
في سنة 2006، وخلال المؤتمر الدولي للمجتمع المدني لدعم الشعب الفلسطيني والذي تم تحت رعاية الأمم المتحدة، صرح رئيس شبكة التنسيق الدولية لفلسطين فيليس بينيس بما يلي: «مرة أخرى، تم ارتكاب جريمة التفرقة العنصرية من قبل دولة عضو في الأمم المتحدة، هذه الدولة هي إسرائيل». قام داني روبنستن وهو كاتب عمود في صحيفة هآرتس بربط إسرائيل أكثر من مرة بالعنصرية المتواجدة في جنوب أفريقيا خلال مؤتمر الأمم المتحدة في البرلمان الأوروبي في بروكسل بتاريخ 30 أغسطس 2007 حيث صرح قائلاً: «إسرائيل اليوم دولة عنصرية تتضمن أربع مجموعات فلسطينية: الفلسطينيون المتواجدون في غزة، وأولئك في القدس الشرقية، وفي الضفة الغربية، والفلسطينيين الإسرائيليين، حيث أنه لكل منهم حالة خاصة».

## الأوضاع في الضفة الغربية وقطاع غزة
- صرح جيمي كارتر وهو الرئيس السابق للولايات المتحدة الأمريكية، ومفاوض مقررات كامب ديفيد والفائز بجائزة نوبل ومؤلف كتاب فلسطين: سلام لا فصل عنصري، صرح بأن هناك سياسة تفرقة عنصرية موجهة ضد الفلسطينيين.[19] وبأنه في بعض الحالات فإن هذه التفرقة أقسى من معاملة ضد السود في جنوب أفريقيا.[20] كما صرح بأنه قام بمناقشة كلمة التفرقة العنصرية مع ستة حاخامات والذين يدَّعون بأن نظام التفرقة العنصرية في فلسطين ليس مبنياً على العنصرية بل على "رغبة أقلية من الإسرائيليين في أراضي فلسطينية والقمع الناتج للاحتجاج والذي يتضمن العنف... استعمالي لكلمة "التفرقة العنصرية" لا تنطبق على الظروف في إسرائيل.[21][22]
- في سنة 2002 كتب ديسموند توتو وهو أسقف أنغليكاني وفائز بجائزة نوبل سلسلة من المقالات في صحف رئيسية،[23] حيث قارن الاحتلال الإسرائيلي للضفة الغربية بنظام التفرقة العنصرية في جنوب أفريقيا، وطالب المجتمع الدولي لنزع الدعم عن إسرائيل حتى تنسحب من الأراضي المحتلة.[23]
- قام نشطاء آخرون معارضون لسياسة التمييز العنصري في جنوب أفريقيا بمقارنة أفعال إسرائيل مع ما يتم في جنوب أفريقيا حتى ينتقدوا احتلال الضفة الغربية، وخصوصاً جدار الفصل العنصري. من أمثلة هؤلاء النشطاء: فريد إيساك وهو كاتب مسلم،[24] ورونيه كاسريلس، [25] وويني ماديكيزيلا مانديلا، [26]، ودينيس غولدبرغ.[27]،
- علق زبكنو برزيزينسكي بأنه في ظل غياب قانون خاص بالصراع العربي الإسرائيلي فإن هذا سيؤدي إلى تكوين حالة مشابهة لنظام الفصل العنصري في جنوب أفريقيا.[28]
- اتهم يكوف مالك وهو السفير السوفييتي في الأمم المتحدة اتهم إسرائيل بنشر «سياسة فصل عنصري ضد الفلسطينيين» بعد قيام إسرائيل بفرض ضريبة على الضفة الغربية وقطاع غزة وذلك بعد حرب 1967.[29]
- قال جمال زحالقة وهو عضو فلسطيني في الكنيست بأن نظام من الفصل العنصري مطبق مسبقاً من حيث فصل الضفة الغربية وقطاع غزة إلى أقاليم وبناءً على هذا يتوجب على الفلسطينيين حمل تصاريح للسفر ما بينهما.[30] كما قال عزمي بشارة وهو عضو فلسطيني آخر في الكنيست بأن الوضع الفلسطيني السيء هو نتيجة لسياسة الفصل العنصري.[31]
- لا يمتلك الفلسطينيين الذين يعيشون في الأجزاء غير المضمومة من الضفة الغربية الجنسية الإسرائيلية ولا يحق لهم المشاركة في الانتخابات، إلا أنه يتم تطبيق سياسات الحكومة الإسرائيلية عليهم. وفقاً لمنظمة حقوق الإنسان الداعمة للفلسطينيين بتسليم فإن مثل هذه السياسات تفصل بعض المجتمعات الفلسطينية.[32] يقول مروان بشارة وهو أستاذ في العلاقات الدولية في الجامعة الأمريكية في باريس بأن التقييد على نقل البضائع بين إسرائيل والضفة الغربية يشابه نظام الفصل العنصري في إسرائيل.[33]
- بحسب أقوال ليلى فرسخ وهي أستاذ مشارك في قسم العلوم السياسية في جامعة ماساشوستس بوسطن فإنه وبعد سنة 1977 "قامت الحكومة العسكرية في الضفة الغربية وقطاع غزة باستباحة أموال وممتلكات والأراضي الفلسطينية، كما سمحت بانتقال المستوطنين اليهود إلى الأراضي الفلسطينية المحتلة. كما قامت الحكومة بتفعيل عدة قرارات وقوانين عسكرية لتنظيم وحكم الشؤون الاقتصادية والقانونية للمدنيين الفلسطينيين. مما أدى إلى خنق الاقتصاد الفلسطيني وزاد من اعتماده على إسرائيل." كما تضيف قائلة: ينظر العديد من الأشخاص إلى هذه السياسات الإسرائيلية وسياسات الفصل العنصري على أنها مشابهة للتفرقة العنصرية في جنوب أفريقيا، على الرغم من عدم إعطاء هذه الممارسات أي اسم."[34]
- كتب الكاتب الصحفي كريس مجريل وهو كاتب صحفي في جريدة الغارديان ما يلي: "هناك مناطق قليلة في العالم حيث تقوم الحكومات ببناء شبكة من القوانين ذات العلاقة بالجنسية والسكن والتي يتم تصميمها لاستخدامها من قبل جزذ من السكان ضد جزء آخر. التفرقة العنصرية في جنوب أفريقيا كانت وحدة من هذه الحكومات. كذلك الأمر في إسرائيل.[13] وفقاً لجون كول: "نهاية لعبة شارون هل في فصل فلسطينيي الضفة الغربية إلى ثلاث بانتوستان (وهي محميات كانت لسكان جنوب أفريقيا وتعتبر من مظاهر التمييز العنصري) والتي يتم إحاطتها بشكل كامل من قبل القوات الإسرائيلية والمستوطنات، والإبقاء على قطاع غزة كحي فقير دائم بشكل يظهر الفلسطينيين على أنهم تعساء وخطيرين... التأثير الرهيب لدولة إسرائيل في كونها تهبط إلى أن تصبح دولة تفريق عنصري دائمة."[35] يقول جون دوغارد أنه تم تقسيم الضفة الغربية إلى مناطق "و التي تشابه البانتوستان في جنوب أفريقيا."[36]
- أخبر رئيس الوزراء الإيطالي السابق ماسيمو داليما الصحافة الإسرائيلية في سنة 2003 بأن شارون وفي زيارة له إلى روما قد شرح بالتفصيل إن «نموذج البانتوستان هو الحل الأمثل للنزاع» بين إسرائيل والفلسطينيين.[37]
- في مقابلة له مع صحيفة هآرتس صرح هاغي ألون وهو مستشار وزير الدفاع الإسرائيلي بأن الجيش كان يتنفذ سياسة تفريق عنصري، وكما كان يغرغ الخليل من العرب الفلسطينيين، كما يقوم بوضع حواجز على الطريق من غير أن يعرف أحد عددهم أو أين يوضعون، تهويد وادي الأردن والتعاون بشكل مفتوح وسافر مع المستوطنين اليهود.[38]
- تدعي مجموعة حقوق الإنسان الإسرائيلية بتسليم أن النظام القانوني حافل بالتفرقة العنصرية.[39] كما كتبت هذه المنظمة في سنة 2004 "يحرم على الفلسطينيين الدخول إلى أميال من شوارع الضفة الغربية، وهذا نظام مشابه لنظام التفرقة العنصرية السابق في جنوب أفريقيا.[40] في أكتوبر 2005 قام الجيش الإسرائيلي بإيقاف الفلسطينيين من القيادة على الطريق الرئيسي إلى الضفة الغربية: قامت بتسليم بوصف هذا التصرف بأنه الخطوة الأولى نحو "تفرقة عنصرية كاملة على الطرقات.[41]
- صرح جيمي كارتر أن منع الفلسطينيين من استعمال هذا الطريق «يجرم حتى أكثر من حالات التفريق أو التفرقة العنصرية التي شهدناها في جنوب أفريقيا»[42]
- أعلنت إسرائيل في سنة 2003 عملية الدرع الواقي، وهو عبارة عن مشروع يتكون من سور وحواجز أخرى لمنع الفلسطينيين من العبور إلى إسرائيل. قام محمد ساروار وجون بيلجر ومصطفى البرغوثي بوصف حاجر الضفة الغربية بجدار الفصل العنصري.[43][44]
- يعتبر محاميي المصلحة العامة في أكسفورد أنه من الممكن أن يقع لجدار الفصل العنصريٍ الذي تم بناءه من قبل إسرائيل تحت الاتفاقية الدولية لمنع وعقاب جريمة التفرقة العنصرية. بمنظورهم، فإنه يتم توجيه الحاجز ومقاييس أخرى على الفلسطينيين على أساس عرقي، وليس على أساس أفراد مشتبه بهم على أنهم إرهابيين.[45]
- بلغ عدد القتلى الفلسطينيين في قطاع غزة على أيدي الجنود والآلات الحربية اليهودية أكثر من 66 قتيلاً وبلغ عدد الجرحى أكثر من 200 جريح معظمهم من النساء والأطفال، وذلك منذ يوم الجمعة 29 شباط 2008 إلى 2 مارس 2008.[46]
- يصر أيهود ألمرت على استمراره في العدوان على الفلسطينيين في غزة بالرغم من النقد الدولي الموجه له. * وصف الرئيس الفلسطيني محمود عباس ما تقوم به القوات اليهودية في غزة بأكثر من محرقة.[46][47]
- استمرار قتل الأطفال الفلسطينيين في الغارات على غزة وايهود اولمرت يعلن عن استمرار القتال.[48]
- حذّر نائب الأمين العام للأمم المتحدة للشؤون الإنسانية جون هولمز من أن الوضع في غزة بات يشكّل ثالث أكبر مشكلة إنسانية في العالم، بعد إقليم دارفور والكونغو الديمقراطية.[49]
- الأمين العام للأمم المتحدة بان كي مون يدين ما وصفه باستخدام إسرائيل «المفرط وغير المتكافئ» للقوة في قطاع غزة، بينما وجهت واشنطن نداء لإنهاء أعمال العنف.[50]
- في أبريل 2021 ، أصدرت هيومن رايتس ووتش تقريراً يتهم الحكومة الإسرائيلية بارتكاب جرائم الفصل العنصري والاضطهاد بموجب القانون الدولي ويدعو المحكمة الجنائية الدولية إلى التحقيق في «التمييز المنهجي» ضد الفلسطينيين. وأضاف التقرير أن الفصل العنصري في فلسطين يرقى إلى اعلى مستوى الجرائم ضد إنسانية، حيث قامت السلطات الإسرائيلية بتهجير الفلسطينيين وحبسهم وفصلهم قسراً وإخضاعهم بسبب هويتهم.[51]
- في 2 يناير 2022، نُشر تقرير لمنظمة العفو الدولية أن ملايين الفلسطينيين يعيشون في ظل نظام الفصل العنصري الإسرائيلي منذ عقود من القمع والهيمنة، حيث تقوم ممارسات القوانيين الإسرائيلية باضطهاد الفلسطينيين عمدًا وتعمل على ضمان الهيمنة اليهودية الإسرائيلية عبر الأراضي الفلسطينية المحتلة (ما يسمي بأراضي ال 48 أو الداخل). بالإضافة إلى المصادرة العنصرية للممتلكات وقوانين وسياسات التخطيط التي تجعل من المستحيل على العديد من الفلسطينيين بناء منازل على أراضيهم في الضفة الغربية. كذلك أشارت المنظمة أن هدف سياسية إسرائيل من الفصل العنصري لتشتيتهم جغرافياً وسياسياً، وتتركهم يعانون من الفقر، بالإضافة لجعلهم يعيشون في حالة دائمة من الخوف والقلق وانعدام الشعور بالأمان في فقدان أراضيهم وبيوتهم.[52]

## الفصل العنصري المطبق في داخل حدود الخط الأخضر
- تم منع الأذان في أحياء عكا الجديدة خلال شهر رمضان وهذه هي المرة الثانية التي تقوم بها إسرائيل بمثل هذا المنع. تم هذا المنع على الرغم من استعداد السكان الفلسطينيين المسلمين الذين هم في معظمهم عرب لوضع قيود على رفع الأذان كأن يكون بصوت معتدل ووقت المغرب، وعدا أيام السبت والأعياد اليهودية. إلا أن السلطات استمرت في قرار المنع. يذكر أيضاً أن عصابات مسلحة من الشبان اليهود المتدينين قد جابت شوارع المدينة وهدّدت في رمضان الماضي بإطلاق النار صوب كل من يخرق التعليمات بحظر الأذان واعتدت على مواطنين عرب ودعتهم إلى الرحيل.[53]